# 松平忠和 (上田藩嫡子)
松平 忠和（まつだいら ただかず）は、江戸時代後期の信濃国上田藩の世嗣。官位は左衛門佐。

## 略歴
4代藩主・松平忠済の四男として誕生した。正室は秋田孝季娘。長兄・忠英が夭逝した後の嫡子をめぐり、御家騒動となったため、父・忠済の跡は分家からの養子・忠学が継いだ。
忠和は忠学の養子となったが、文政11年（1828年）、家督を継ぐことなく死去した。代わって、播磨国姫路藩酒井家から忠固が養子に迎えられた。